# Das wahre Leben des Sebastian Knight
Das wahre Leben des Sebastian Knight (engl. The Real Life of Sebastian Knight) ist ein im Januar 1939 in Paris vollendeter und 1941 in den USA publizierter Roman von Vladimir Nabokov und der erste, den der Autor auf Englisch schrieb. Eine deutsche Übersetzung erschien 1960, eine weitere 1996 von Dieter E. Zimmer, wofür er den Helmut-M.-Braem-Übersetzerpreis erhielt.

## Handlung
Der Icherzähler, bezeichnet mit dem Initial V., nimmt den frühen Tod seines Halbbruders Sebastian Knight zum Anlass, dessen Biographie zu schreiben. Da sie wenig Kontakt hatten, muss V. verwickelte Recherchen unternehmen, in deren Verlauf er sich selbst verstrickt, etwa wenn er Sebastians frühere Partnerinnen trifft.
Sebastian Knight war ein berühmter Schriftsteller. Seine Werke werden von V. ausführlich und bewundernd erörtert.

## Lesarten
Der Roman, der mit zahlreichen (Personen)Verwechslungen spielt, endet mit dem Satz „Ich bin Sebastian, oder Sebastian ist ich, oder vielleicht sind wir beide jemand, den keiner von uns kennt.“
Dieter E. Zimmer zählt verschiedene Lesarten auf, die von der Nabokov-Forschung vorgeschlagen werden, darunter: Sebastian Knight existiert nicht, die Biographie ist ein Fake; oder: der Erzähler V. ist ein Hochstapler, der vom Ruhm eines berühmten Schriftstellers profitieren will; oder: Der Autor ist Sebastian Knight selbst, der Erzähler V. ist nur vorgeschoben. Oder: Beide existieren nur als Romanfiguren Nabokovs, der seine Leser durch die Fragwürdigkeit ihrer Existenz in produktive Verwirrung über das Verhältnis von Literatur und Realität, von Kunst und Leben stürzen will.

## Hintergrund
Nabokov schrieb den Roman in Paris, wohin er mit seiner jüdischen Frau Vera und seinem Sohn Dmitri aus Berlin geflohen war. Die Machtergreifung Hitlers und der heraufdämmernde Zweite Weltkrieg ließen sowohl die Berliner als auch die Pariser Kolonie russischer Emigranten zersplittern, und Nabokov sah ein, dass er als russischer Schriftsteller außerhalb Russlands keine Zukunft habe. Mit der englischen Sprache und Literatur war er von Kindheit an vertraut; er hatte zudem in Cambridge studiert. 1936 und 1937 hatte er bereits seine Romane Verzweiflung und Kamera obskura ins Englische übersetzt. Gleichwohl war „Sebastian Knight“ nur ein Versuch. Nabokov fühlte sich unsicher und stellte auch den Icherzähler V. als einen Russen vor, der sein erstes Buch auf Englisch schreibt. In den folgenden Jahren schrieb er wieder auf Russisch, so die Erzählung Der Zauberer, sowie ein Romanprojekt, von dem die Fragmente Solus Rex und Ultima Thule erhalten sind. Erst 1943, seit 1940 in den USA lebend, schrieb Nabokov wieder erzählende Prosa auf Englisch und machte die Umstellung endgültig.